# Michaił Frinowski
Michaił Petrowicz Frinowski (ros. Михаил Петрович Фриновский, ur. 1900 w Narowczacie, w guberni penzeńskiej, zm. 4 lutego 1940 w Moskwie) – komandarm 1 rangi, funkcjonariusz NKWD, m.in. I zastępca Ludowego Komisarza Spraw Wewnętrznych, tym samym szef Głównego Zarządu Bezpieczeństwa Państwowego (GUGB). 
Wykazał się dużym okrucieństwem podczas tzw. czystek z końcowych lat trzydziestych, m.in. osobiście otruł ówczesnego naczelnika INO (wywiadu zagranicznego) Abrama Słuckiego. Ludowy komisarz Marynarki Wojennej ZSRR, skazany (między innymi) za współpracę z wywiadem polskim i japońskim oraz wykroczenia podczas pracy w NKWD, skazany na śmierć 4 lutego 1940 rok, rozstrzelany 8 lutego 1940 roku.

## Młodość i pierwsze lata w sowieckiej służbie

### Przed 1918 rokiem
Urodził się w 1900 roku w rodzinie inteligenckiej (ojciec był nauczycielem w randze kolegialnego asesora), po ukończeniu nauk w krasnosłobodskiej szkole duchownej i relegowaniu z seminarium penzeńskiego, w wieku 17 lat wstąpił do wojska, z którego podobno wkrótce zdezerterował. Związał się wówczas na krótko z anarchistami, biorąc udział w akcjach terrorystycznych. W 1917 w Moskwie, uczestniczył w zamieszkach lutowych, w październiku wstąpił do Czerwonej Gwardii.

### W CzeKa
W 1918 roku Frinowski zaciągnął się do Rosyjskiej Komunistycznej Partii Bolszewików RKP(b). Ciężko ranny został przeniesiony do CzeKa, gdzie służył w organach kontrwywiadu, m.in. jako szef wydziału specjalnego Frontu Południowo-Zachodniego w kampanii polskiej, a następnie w 1 Armii Konnej, gdzie prawdopodobnie po raz pierwszy spotkał Józefa Stalina. Następnie Frinowski został odznaczony Orderem Czerwonego Sztandaru za wykazanie męstwa podczas ataku na sztab sławnego anarchisty bat’ki Nestora Machno i likwidacji oddziałów atamana Tiutiunnyka. W latach dwudziestych był m.in. naczelnikiem sekcji specjalnej Północnokaukaskiego Okręgu Wojskowego, na czele której pacyfikował Osetię, Czeczenię i Inguszetię.
Po ukończeniu kursów doskonalenia wyższych kadr dowódczych w Akademii Wojskowej im. Michaiła Frunzego, zajął (z poręczenia Gienricha Jagody) stanowisko zastępcy szefa Osobych Otdiełów (OO) Moskiewskiego Okręgu Wojskowego.

### Na Kaukazie
W 1930 roku w związku z tzw. Aferą bezideowego bloku, w którą był zamieszany Frinowski, został skierowany z powrotem na Kaukaz, gdzie otrzymał dowództwo nad dywizją im. Stalina, która zwalczała ruchy niepodległościowe i wolnościowe. Wykazując się bezwzględnością i okrucieństwem podczas dławienia  powstań chłopskich, które wybuchły na Zakaukaziu w proteście przeciwko kolektywizacji rolnictwa, został mianowany szefem GPU w Azerbejdżańskiej Socjalistycznej Republice Radzieckiej, oraz po raz drugi otrzymał Order Czerwonego Sztandaru i bardzo wysoko cenioną Odznakę Honorowego Czekisty numer 228.

## Kariera w NKWD i strukturach ZSRR

### Zastępca szefa NKWD
W 1933 roku Frinowski stanął na czele Głównego Zarządu Ochrony Pogranicznej i Wojsk OGPU. Szybka kariera Frinowskiego w organach bezpieczeństwa, którą zawdzięczał głównie Genrichowi Jagodzie, postępowała w najlepsze, co nie przeszkodziło mu zgłosić się na ochotnika do zatrzymania Jagody, a podczas przesłuchań jako pierwszy zabrał się do jego bicia. O awansie Nikołaja Jeżowa na wakujące stanowisko Jagody dowiedział się podczas wczasów w Soczi, gdzie wypoczywał w ośrodku NKWD między innymi z Siergiejem Mironowem. Już w 1936 roku Frinowski został mianowany zastępcą nowego Komisarza Spraw Wewnętrznych Jeżowa.

### Szef GUGB/pierwszy zastępca
Po aresztowaniu Jagody i większości jego ludzi Frinowski zaczął odgrywać czołową rolę w centralnym aparacie NKWD, napędzając jednocześnie kariery swoich protegowanych.
W październiku 1937 roku Frinowski zajął na miejsce Jakowa Agranowa stanowisko naczelnika Głównego Zarządu Bezpieczeństwa Państwowego NKWD, z rangi komkora został awansowany na komisarza bezpieczeństwa Państwowego 1 rangi tym samym został pierwszym zastępcą Ludowego Komisarza Spraw Wewnętrznych, Nikołaja Jeżowa. Na tym stanowisku Frinowski kierował śledztwem przeciwko marszałkowi Tuchaczewskiemu i czystką w Armii Czerwonej. W drugiej połowie 1938 roku Frinowski pojechał na Daleki Wschód z misją specjalną. Polegać ona miała na zmontowaniu prowokacji, której celem był marszałek Wasilij Blücher.

### Ludowy Komisarz Marynarki Wojennej
Po przejęciu kontroli nad NKWD przez Berię Frinowski został oddelegowany z NKWD, został przeniesiony na jeszcze wyższe stanowisko, został mianowany ludowym komisarzem Radzieckiej Marynarki Wojennej i otrzymał awans o dwa stopnie, m.in. na komandarma 1 rangi.
Dotychczasowe doświadczenia Frinowskiego jako dowódcy marynarki ograniczały się podobno do jednorazowej wizytacji rzecznej flotylli ochrony pogranicza na Amurze. To że nie był marynarzem, pojęto od razu.
Wasylij Płatonow o jednym z wystąpień Frinowskiego:

Nie mając pojęcia o sprawach floty i okrętach, bełkotliwie i bez zrozumienia odczytywał nieznany mu, napisany obcą ręką tekst obszernego referatu. Gubił wątek i kaleczył specjalistyczne i techniczne terminy, wykazując całkowitą ignorancję w kwestiach morskich. Było jasne, że na tak odpowiedzialnym stanowisku ten człowiek znalazł się przypadkiem i nigdy nie będzie komisarzem morskim z prawdziwego zdarzenia.

## Ostatnie miesiące

### Aresztowanie
Podczas obrad XVIII Zjazdu WKP(b) rozpoczętego 10 marca 1939 roku, Frinowski siedział nie na miejscu prezydialnym, co należało mu się z urzędu, ale w dalszych rzędach, a do zabrania głosu w imieniu resortu wywołano na jego miejsce niespodziewanie Kuzniecowa. Frinowski nie został także wysunięty do Komitetu Centralnego. 20 marca 1939 roku  został zdymisjonowany ze stanowiska ludowego komisarza Marynarki Wojennej. Aresztowano go 6 kwietnia 1939 roku na cztery dni przed aresztowaniem Jeżowa. Z relacji przyszłego przywódcy ZSRR Nikity Chruszczowa wynika, że samego aresztowania dokonał ówczesny zastępca szefa Głównego Zarządu Bezpieczeństwa Państwowego NKWD Bogdan Kobułow - Ogromny zwalisty masywny człowiek złapał go od tyłu i przewrócił, po czym Frinowski został związany. - Są także inne wersje: jedną z nich  jest, że zabarykadował się w swoim gabinecie i nie chciał wyjść, został wyciągnięty podstępem przez swojego przyjaciela, wówczas komisarza bezpieczeństwa państwowego 3 rangi Juweliana Sumbatowa-Topuridze (późniejszego naczelnika Zarządu Głównego Administracyjno-Gospodarczego, który działał na polecenie nowego szefa NKWD Ławrientija Berii, dzięki czemu ocalił własne życie). Podczas przesłuchań w centrali NKWD na Łubiance Frinowski obciążał za wszystko, tak jak sobie życzył oficer śledczy, swego byłego szefa, Jeżowa. 12 kwietnia 1939 roku aresztowana została jego żona, Nina Stiepanowna i jego siedemnastoletni syn Oleg.

### Oskarżenia i wyrok
Obok zarzutów współpracy na rzecz obcych wywiadów: polskiego i japońskiego, akt oskarżenia Frinowskiego głosił:
- Na naradzie funkcjonariuszy NKWD pod koniec 1937 roku wzywał podwładnych do wzmagania represji, nakłaniając ich przy tym do dopuszczania się bezprawia i stosowania prowokacyjnych metod w pracy agentury
- Wyznaczał limity aresztowań, żądał torturowania aresztantów i fałszowania ich zeznań
- Osobiście bił aresztowanych w więzieniu lefortowskim, zwłaszcza skatował kombryga Miedwiediewa, uzyskując kłamliwe zeznania o istnieniu spisku wojskowego
- Dawał instrukcje terenowym trójkom NKWD, by rozstrzeliwano więźniów, którzy nie składają zeznań i nie są skłonni do samooskarżeń
- W lutym 1938 roku (wraz z Jeżowem) otruł w swoim gabinecie służbowym naczelnika INO (wywiad zagraniczny NKWD) Abrama Słuckiego.

Michaił Frinowski, przetrzymywany w więzieniu na Suchanówce, przyznał się do wszystkich zarzutów. 4 lutego 1940 roku został osądzony, a wyrok wykonano 8 lutego 1940 roku w Moskwie. Jego prochy zostały złożone na cmentarzu Dońskim. Sam Frinowski nie został zrehabilitowany. Nina Stiepanowna Frinowska została rozstrzelana 3 lutego 1940 roku, a syn Oleg Michajłowicz Frinowski 22 stycznia 1940 roku. W okresie destalinizacji zostali oni zrehabilitowani. 

## Stopnie i odznaczenia

### Stopnie
- Komkor - 29 listopada 1935
- Komandarm I rangi - 14 września 1938

### Odznaczenia
- Order Lenina - 14 lutego 1932
- Order Czerwonego Sztandaru (trzykrotnie) - 1924, 20 grudnia 1932, 3 lutego 1935
- Medal jubileuszowy „XX lat Robotniczo-Chłopskiej Armii Czerwonej” - 22 lutego 1938
- Order Czerwonego Sztandaru Mongolskiej Republiki Ludowej - 25 października 1937
- Order Czerwonego Sztandaru Azerbejdżańskiej SRR - 4 kwietnia 1931
- Odznaka Honorowego Czekisty (V) - 1925
- Odznaka Honorowego Czekisty (XV) - 26 maja 1933

24 stycznia 1941 roku, decyzją Rady Najwyższej ZSRR, Michaił Frinowski został pozbawiony wszystkich stopni wojskowych oraz nagród i odznaczeń państwowych.